# Castello di Costamezzana
Das Castello di Costamezzana, auch Castello dei Tavernieri genannt, um es vom benachbarten, heute zerstörten Castello dei Garibaldi (oder dei Gribaldi) in Costa Garibalda in der Gemeinde Medesano zu unterscheiden, ist die Ruine mittelalterlichen Höhenburg im Ortsteil Costamezzana der Gemeinde Noceto in der italienischen Region Emilia-Romagna.

## Geschichte
Die ursprüngliche Festung zur Verteidigung der Gegend ließ die Adelsfamilie Tavernieri vermutlich im 11. Jahrhundert entlang der Via Francigena errichten.
1249 verlehnte der Kaiser des Heiligen Römischen Reiches, Friedrich II., das Lehen an Oberto II. Pallavicino, der es bis 1268 behielt. Die Burg fiel dann an die Stadt Parma, die sie 1297 zerstören ließ und beschloss, keine Burg in Costamezzana mehr errichten zu lassen.
Später wurde das Lehen von den Da Cornazzanos erobert, die mit dem Neubau einer Burg beginnen ließen, aber 1325 griffen sie die Guelfen aus Parma erneut an und eroberten sie.
1374 nahm der Markgraf Niccolò Pallavicino das Lehen seines Vorfahren in Besitz und ließ die Burg wiederaufbauen. Die Arbeiten erfuhren eine abrupte Unterbrechung, weil der Markgraf an der Ermordung seines Onkels Giacomo, des Herrn von Bargone, und seines Vetters Giovanni, Sohn des Letzteren, beteiligt war. Der Herzog von Mailand, Bernabò Visconti, griff das Castello di Tabiano an und eroberte es, wobei er Niccolò Pallavicino all seine Besitzungen abnahm. Erst 1389, nach der Machtergreifung durch Gian Galeazzo Visconti, bekamen Niccolò, Giovanni und Federico Pallavicino ihre Lehen zurück und die Bauarbeiten an dem mächtigen Castello di Costamezzana begannen erneut und wurden 1395 abgeschlossen, in dem Jahr, in dem der römisch-deutsche König Wenzel Niccolò Pallavicino in sein Lehen investierte.
1403 griffen die Rossis, die entschlossen waren, den Brandanschlag auf Pieve Altavilla zu rächen, die Burg an, wurden aber zunächst vom Markgrafen Rolando il Magnifico zurückgeschlagen. Die folgenden Angriffe waren aber ruinös und führten zur Zerstörung der Festung und zur Verwüstung der Umgebung.
1441 war Niccolò Piccinino vom Verrat durch Rolando il Magnifico überzeugt und machte es sich zur Aufgabe, den Stato Pallavicino zu erobern. Der Markgraf wurde in die Flucht geschlagen und alle seine Lehen wurde vom Herzog von Mailand konfisziert und zum großen Teil Piccinino verlehnt. Nach dessen Tod 1445 investierten die Viscontis die Söhne Jacopo und Francesco Piccinino in das Castello di Costamezzana; dennoch mussten sie 1455 erneut die Burg und ihre Umgebung Rolando il Magnifico überlassen.
Nach dem Tod des Markgrafen 1457 wurde die Burg an den Sohn Giovanni Manfredo, Markgraf von Polesine, verlehnt, der sie an seine Nachfahren übertrug. Der letzte Markgraf, Giulio, starb 1600 und Costamezzana wurde zusammen mit Cello und Borghetto von der herzoglichen Liegenschaftsverwaltung übernommen.
1625 wurde das Lehen Cello und Costamezzana vom Markgrafen Alessandro Bergonzi erobert, und 1706 wurde es von Herzog Francesco Farnese, der es dem Gouverneur von Parma, Benedetto Mischi, zusprach, in den Rang einer Markgrafschaft erhoben.
1805 führten die napoleonischen Dekrete zur Abschaffung des Feudalismus nicht zur Konfiszierung der Burg, die bis zum Ende des 19. Jahrhunderts in Händen der Familie Mischi blieb und dann von der Familie Barbieri gekauft wurde.

## Beschreibung

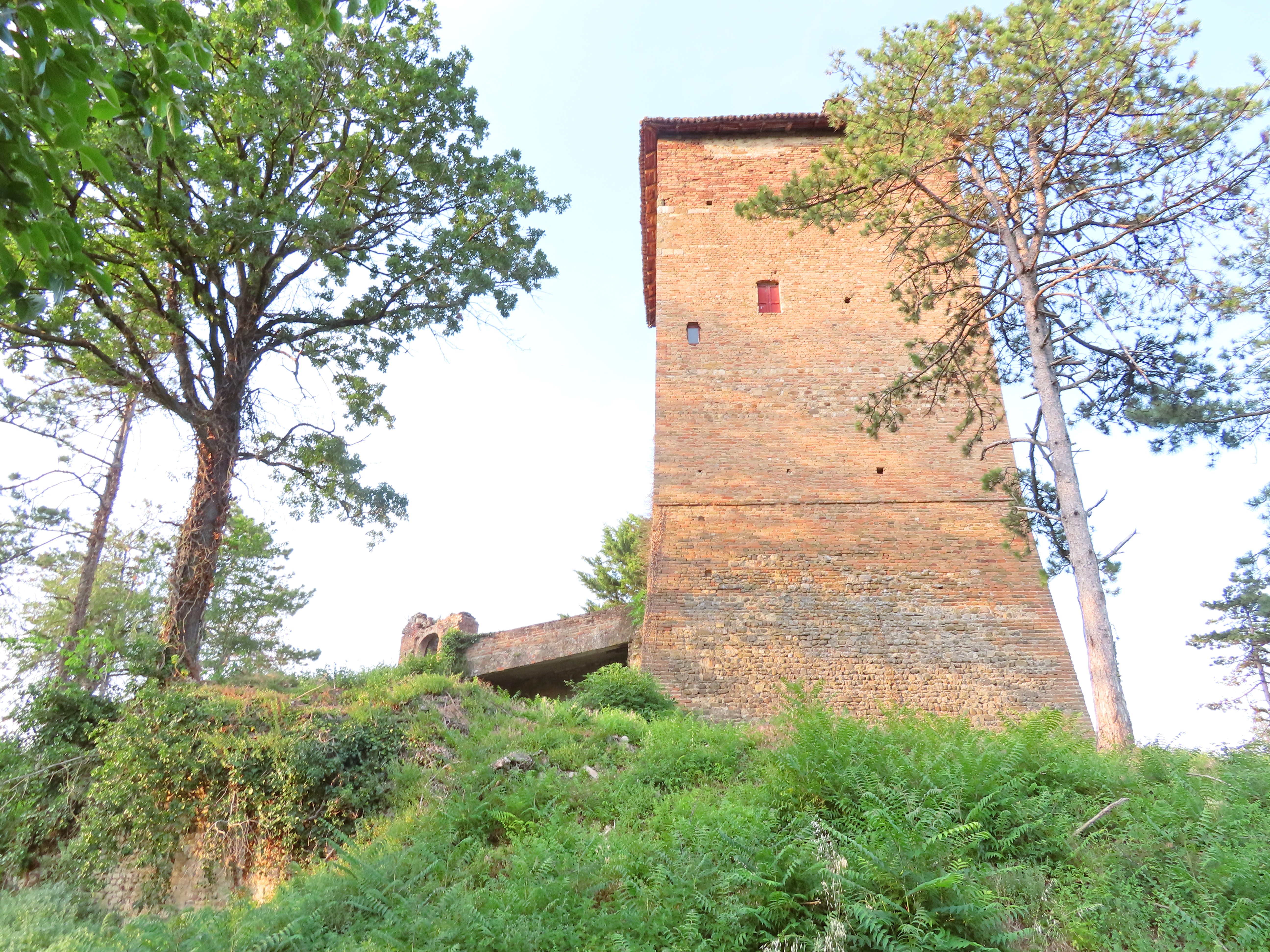
Bergfried

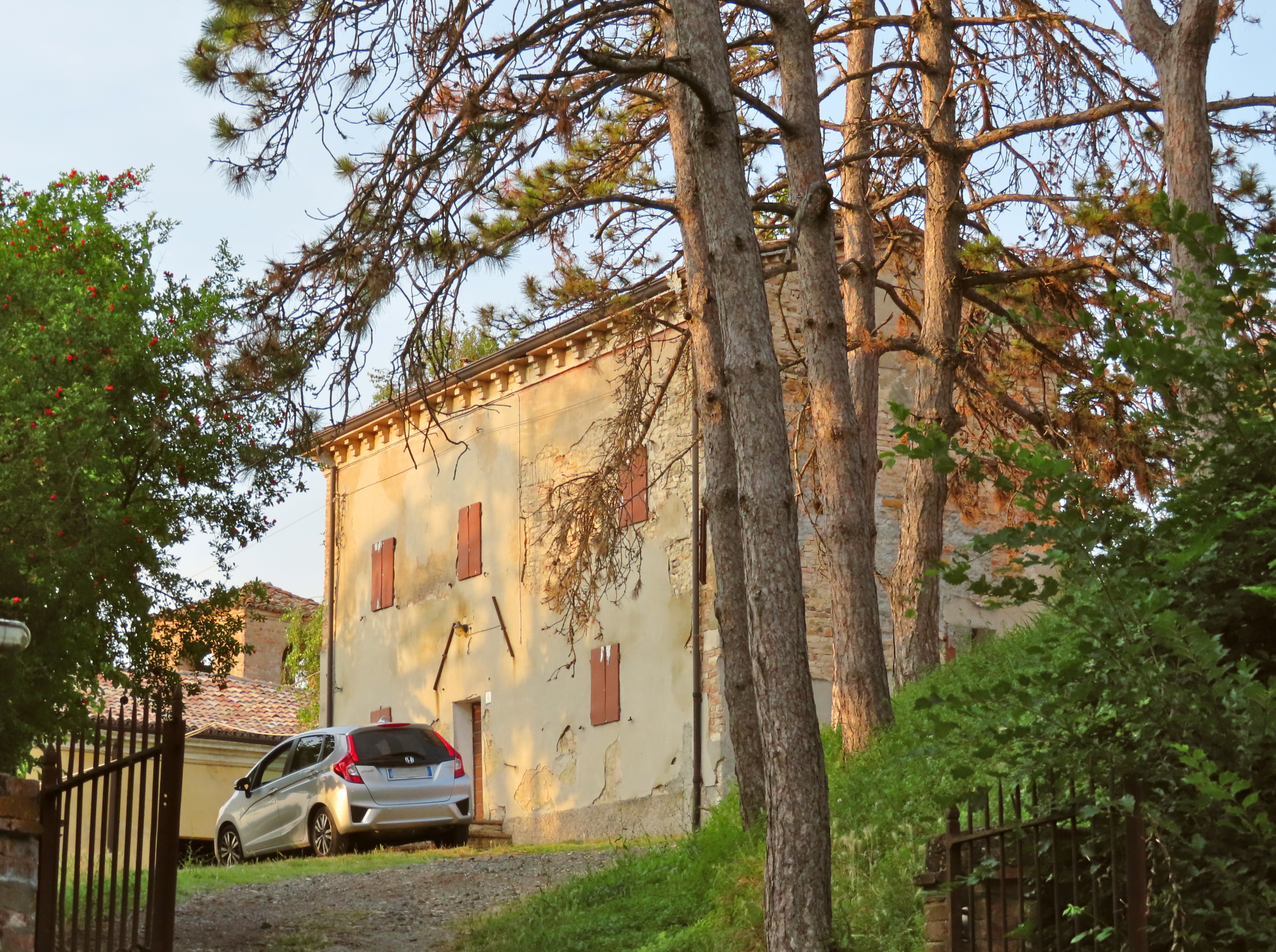
Zentralbau

Die heutige Burg, die auf einer kleinen Anhöhe steht, zeigt nur noch wenig Ähnlichkeit mit dem ursprünglich mittelalterlichen Gebäude. Noch intakt sind nur noch der Bergfried mit quadratischem Grundriss im Süden, einige Gebäude, darunter die alte Kirche, ein Rundturm im Norden und einige Stützmauern des Damms.
Der Turm aus Mauerwerk, der nur wenige, kleine Fenster hat, zeigt noch den Verteidigungscharakter des Gebäudes ohne jegliche Verzierungen.
Anschließend daran erheben sich neben den Ruinen der massiven Umfassungsmauer und einigen Bauwerken einige Gebäude in Mauerwerk und Stein, die heute als Wirtschaftsgebäude und Restaurant genutzt werden.
Weiter nördlich, nicht weit vom angeschrägten Rundturm mit seinen beiden schmalen Fenstern zum Tal hin, erheben sich weitere Gebäude und Mauerwerk, die ebenfalls durch kleine, spärliche Öffnungen gekennzeichnet sind. Daneben liegt die alte Kapelle San Pietro Apostolo, die 1230 als „Ecclesia S. Petri de Costa Mezzana Tabernariorum“ erwähnt ist. In der mittelalterlichen Kirche mit Glockenturm, die 1564 zur Pfarrkirche erhoben wurde, wurden später keine Gottesdienste mehr gelesen und sie stattdessen als Stall und Scheune genutzt, bis zu ihrer heutigen Nutzung als Lager.